# 唐盛 (天順進士)
唐盛（1428年—？），字士隆，廣東廣州府南海縣人，明朝政治人物。進士出身。

## 生平
廣東鄉試第六十一名。天順八年（1464年）甲申科會試第九十二名，殿試登進士第二甲第二十九名。

## 家族
曾祖唐良凱。祖父唐孔愈。父亲唐思忠。